# Вольное (Козельщинский район)
Вольное (укр. Вільне) — село,
Хоришковский сельский совет,
Козельщинский район,
Полтавская область,
Украина.
Код КОАТУУ — 5322085003. Население по переписи 2001 года составляло 33 человека.

## Географическое положение
Село Вольное находится в 4-х км от левого береги реки Псёл, в 2-х км от села Вязовка.

## История
Село указано на трехверстовке Полтавской области. Военно-топографическая карта.1869 года как отметка ск.д.